# Al Jennings of Oklahoma
Al Jennings of Oklahoma (bra: Entre o Crime e a Lei) é um filme de faroeste estadunidense de 1951, dirigido por Ray Nazarro e estrelado por Dan Duryea e Gale Storm. É baseado na história de Al Jennings, um ex- ladrão de trem que se torna advogado.

## Elenco
- Dan Duryea como Al Jennings
- Gale Storm como Margo St. Claire
- Dick Foran como Frank Jennings
- Gloria Henry como Alice Calhoun
- Guinn 'Big Boy' Williams como Lon Tuttle
- Raymond Greenleaf como Juiz Jennings
- Stanley Andrews como Marshal Ken Slattery
- John Ridgely como Detetive Ferroviário Dan Hanes
- James Millican como Ed Jennings
- Harry Shannon como Fred Salter
- John Dehner como Tom Marsden
- Fred Aldrich como Henchman (sem créditos)